# Nosal (Tatry)
Nosal (1206 m) – szczyt reglowy w Tatrach Zachodnich nad Kuźnicami, między Doliną Bystrej a Doliną Olczyską. Nazwa góry pochodzi od przypominających nos skał od północno-zachodniej strony.

## Topografia
Stanowi zakończenie północno-wschodniej grani Kasprowego Wierchu. Północnymi podnóżami przebiega granica między Tatrami a Rowem Podtatrzańskim (jego częścią zwaną Rowem Zakopiańskim). Od południa Nosalowa Przełęcz (1101 m) oddziela go od zalesionego Nieboraka. Na północ Nosal tworzy trójkątny stok z wierzchołkiem na szczycie i podstawą tworzącą północną granicę Tatr. Obydwa ramiona tego stoku (północno-zachodnie i południowo-wschodnie) podcięte są pasem stromych skał. Największe ściany, o wysokości dochodzącej do 50 m, są pod ramieniem północno-zachodnim, opadającym do Doliny Bystrej. Pod grzbietem północno-wschodnim jest mniejszy pas skał opadający do Doliny Olczyskiej. Najwybitniejszą skałą jest tam Pióro.

## Opis
Zbudowany jest wyłącznie ze skał osadowych – wapieni i dolomitów ze środkowego triasu. Poza tym jest całkowicie porośnięty lasem, który mimo bliskości osad ludzkich jest w dobrym stanie. Oprócz pospolitego w Tatrach świerka rosną buki, sosny zwyczajne oraz sztucznie wprowadzona sosna czarna. Na pionowych skałach w ramieniu północno-zachodnim zdarzały się wypadki śmiertelne, szczególnie wśród poszukiwaczy szarotek, turnie te były też wybierane przez samobójców.
W północno-zachodnim zboczu jest jaskinia Dziura pod Nosalem.
Na skałach rosną rośliny wapieniolubne, m.in. szarotka alpejska, pierwiosnek łyszczak. Występują też rzadkie w Polsce storczyki: dwulistnik muszy i wyblin jednolistny. Szarotki alpejskie zostały znacznie przetrzebione przez zbieraczy. Z większych zwierząt w lasach bytuje ryś, jeleń, puchacz.

## Sport i turystyka
Nosal jest popularny wśród turystów i narciarzy. Na porośniętej lasem północnej stronie jest stok narciarski z kilkoma wyciągami. Od górnej stacji wyciągu prowadzi też nartostrada przez Nosalową Przełęcz do Kuźnic. Z wierzchołka, choć niewysokiego, roztaczają się widoki na Czerwone Wierchy, Giewont, rejon Doliny Bystrej oraz granitowe szczyty wznoszące się ponad Doliną Gąsienicową i doliną Pańszczycą.
Nosal był popularny wśród taterników. W jego zachodnich ścianach opadających do Doliny Bystrej jest około 30 dróg wspinaczkowych. Trenowali na nich ratownicy TOPR. Tatrzański Park Narodowy zakazał tam jednak wspinaczki.

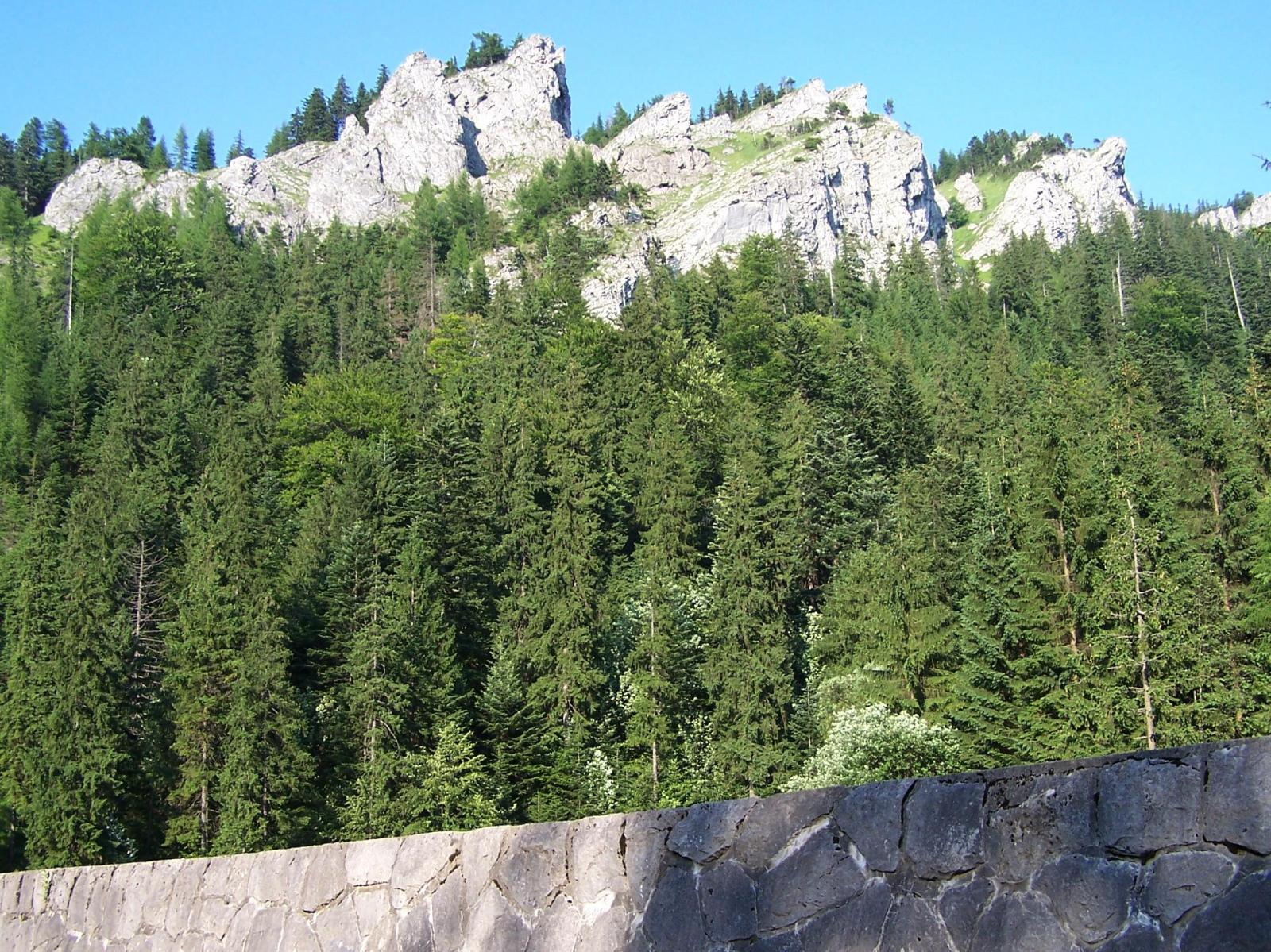
Zachodnie ściany Nosala
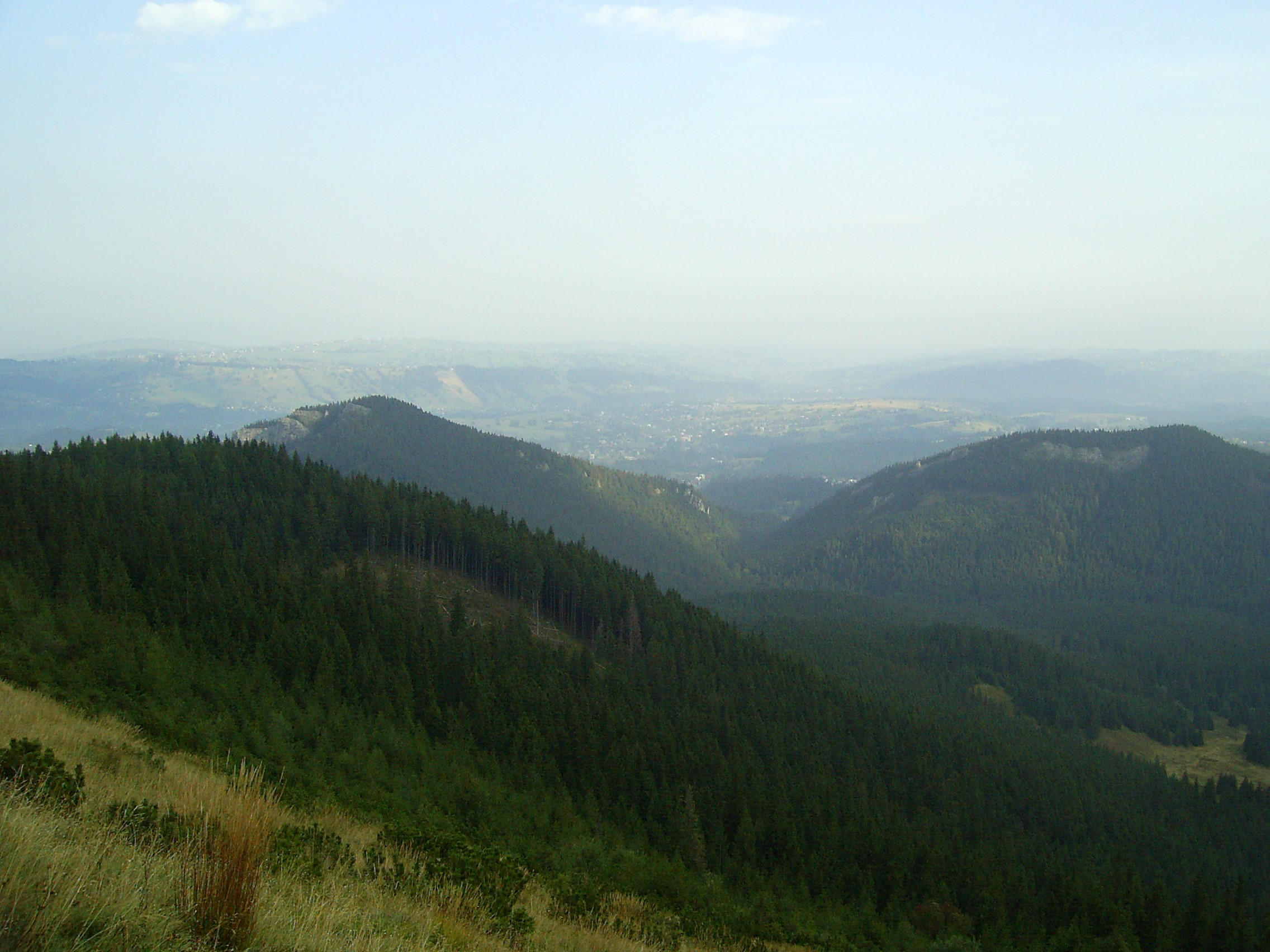
Nosal i Mały Kopieniec ze Skupniowego Upłazu
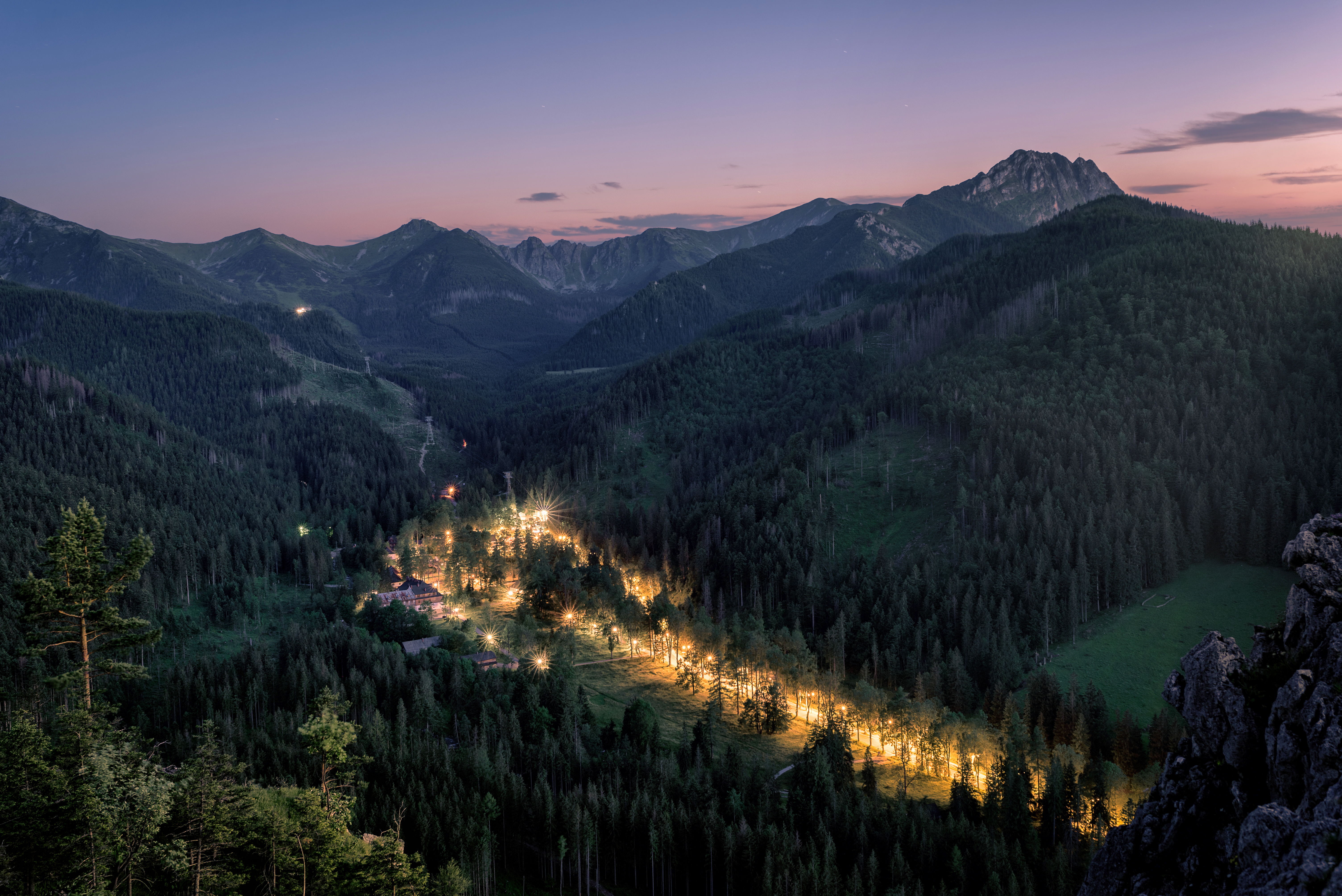
Dolina Bystrej i Tatry ze szczytu Nosala
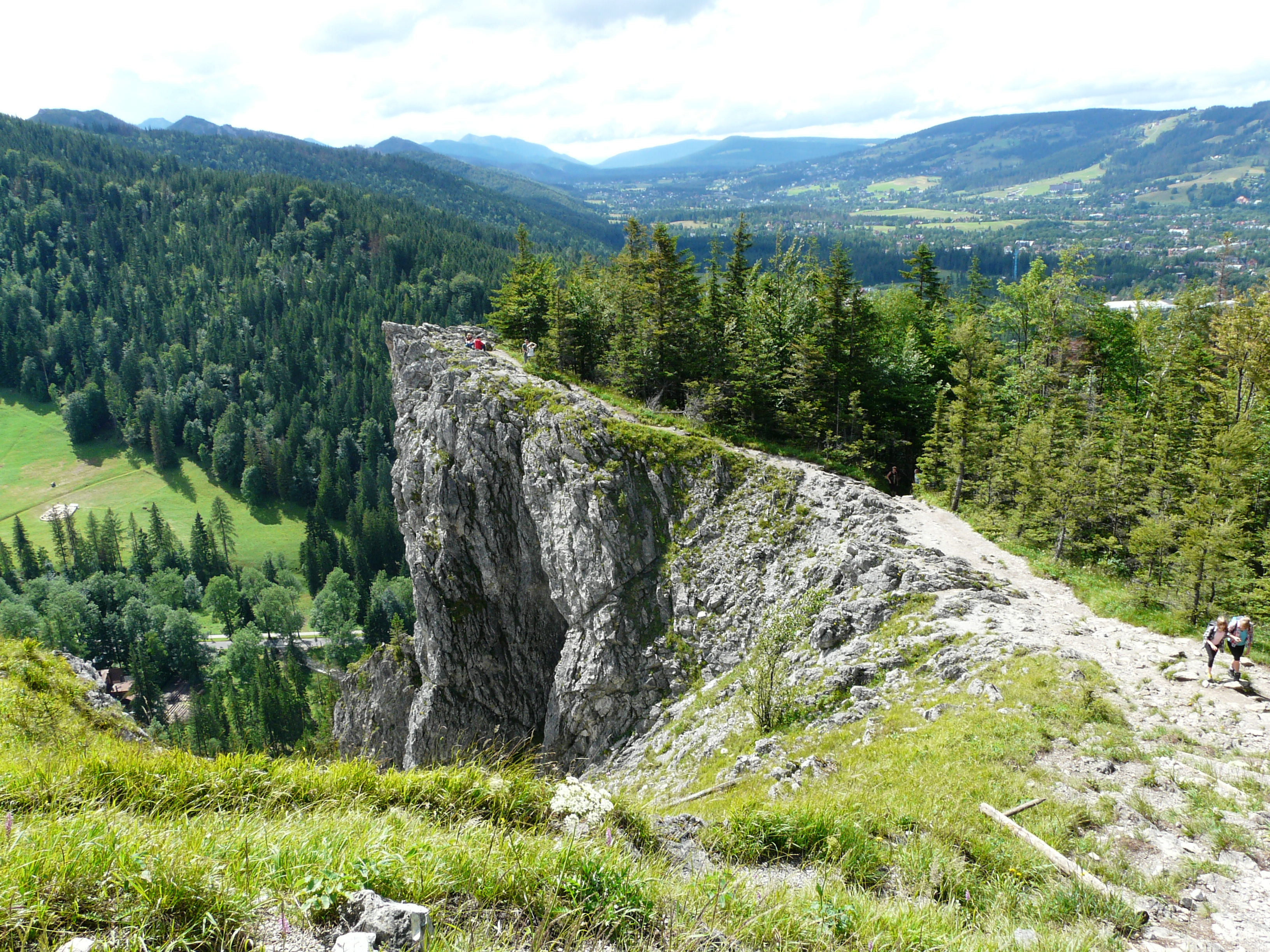
Północno-zachodni grzbiet Nosala
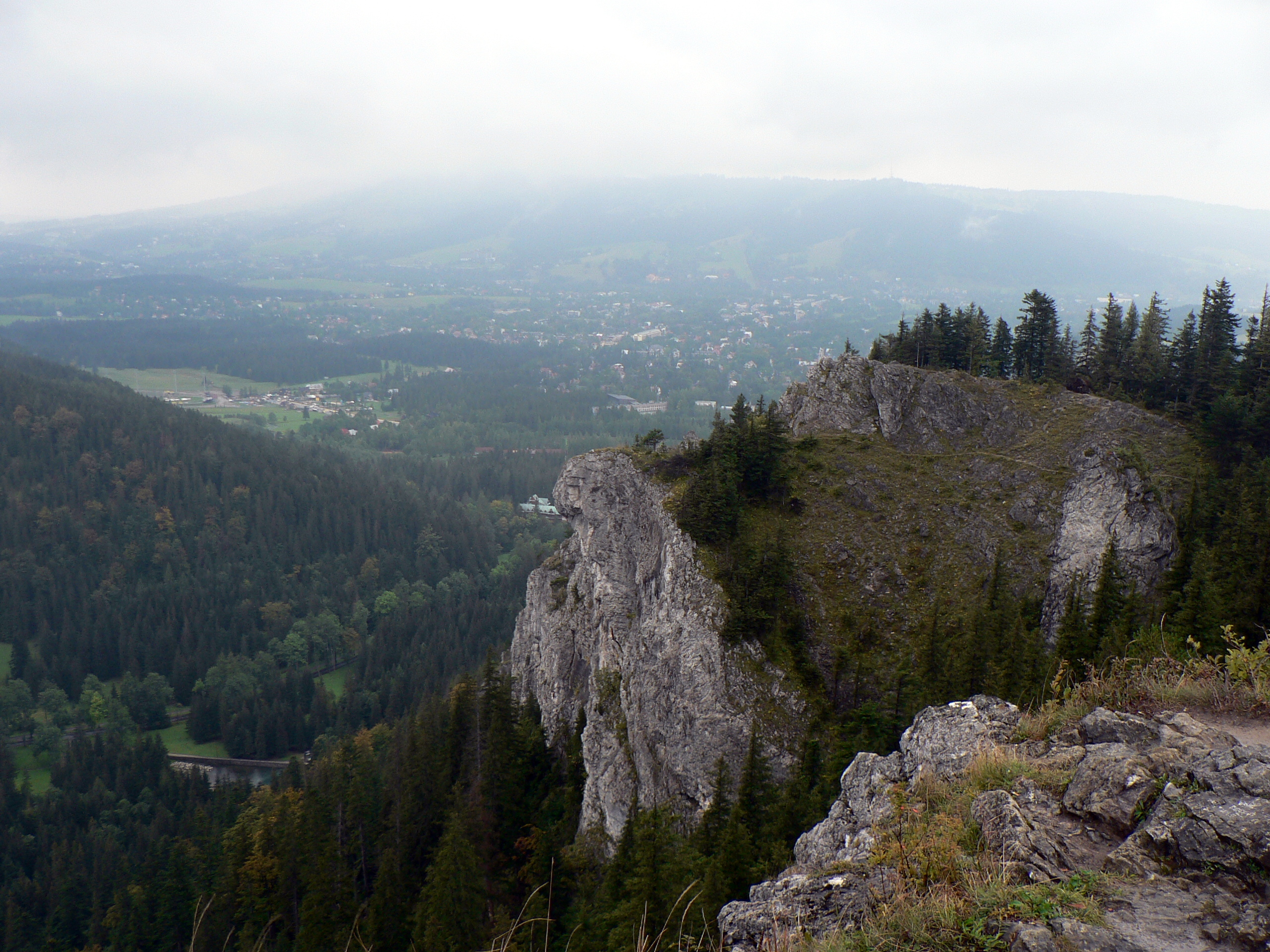
Skały na szczycie Nosala
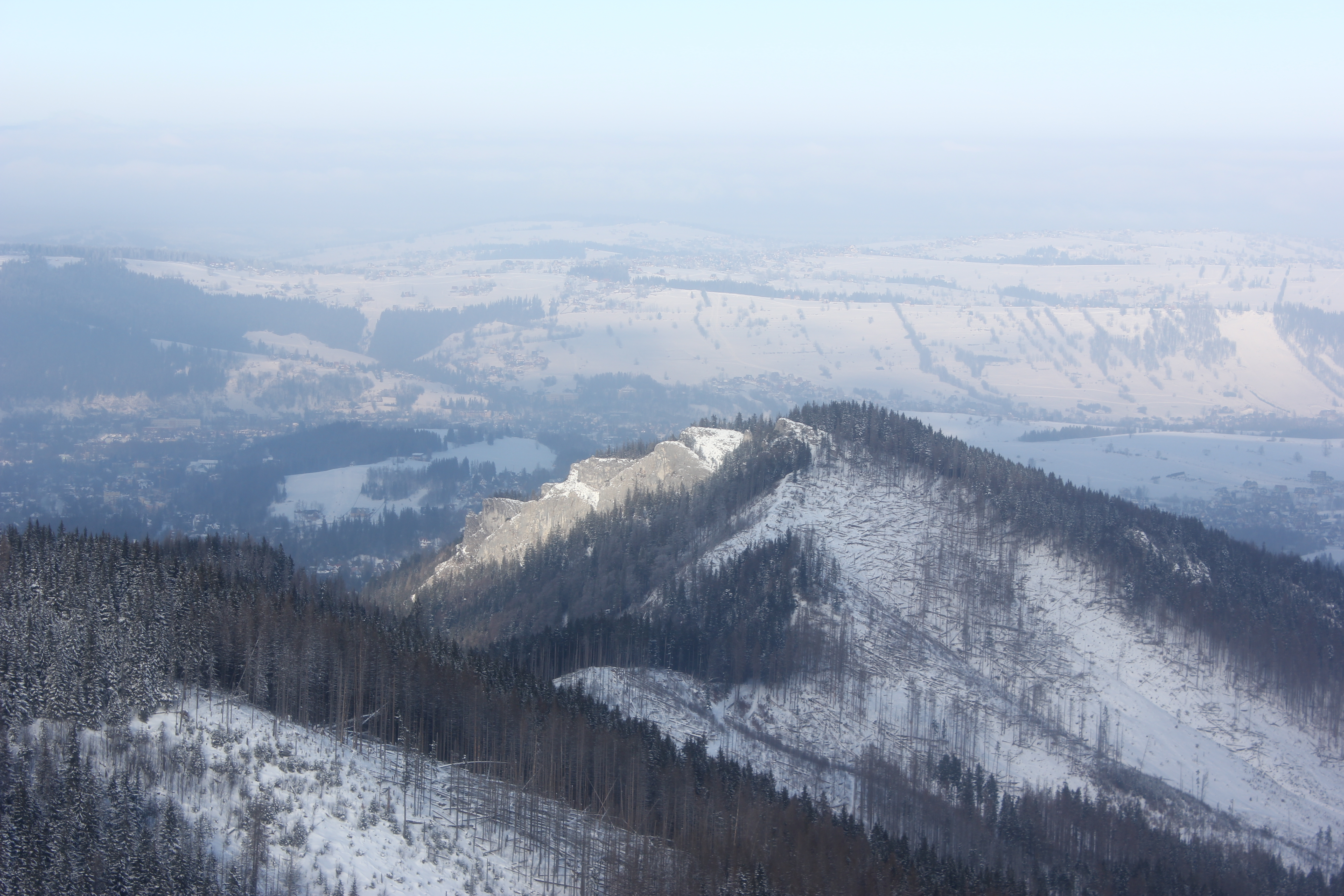
Nosal od południa

## Szlaki turystyczne
– łatwy szlak zielony z Kuźnic przez Nosalową Przełęcz i Nosal do przystanku „Murowanica” (w drodze z centrum Zakopanego do Kuźnic)
- Czas przejścia z Kuźnic na szczyt: 35 min, ↓ 30 min
- Czas przejścia ze szczytu do Murowanicy: 35 min, ↑ 45 min

 – żółty z Nosalowej Przełęczy na Olczyską Polanę. Czas przejścia: 25 min, ↑ 30 min

Panorama Tatr ze szczytu